# Teuira Henry
Teuira Henry (Tahiti, 24 gennaio 1847 – Paea, 23 gennaio 1915) è stata un'insegnante, etnologa, linguista nonché folclorista e studiosa delle tradizioni popolari tahitiana.
Lavorò soprattutto per ricostruire un manoscritto perduto sulla storia di Tahiti scritto da suo nonno, il missionario inglese John Muggridge Orsmond, usando le sue note originali. La maggior parte dei suoi scritti furono pubblicati postumi dal Museo Bernice Pauhai Bishop.

## Biografia
Nacque il 24 gennaio o il 27 gennaio 1847, a Tahiti , come quarta figlia e figlia femmina più grande di Isaac S. Henry e Eliza Orsmond Henry. I suoi nonni paterni erano il reverendo William Henry e Sarah Maebens Henry mentre i suoi nonni materni erano il reverendo John Muggridge Orsmond e Isabella Nelson Orsmond. I suoi due nonni furono i primi missionari protestanti inglesi a Tahiti. Il reverendo Henry aveva fatto parte del primo contingente della Società Missionaria di Londra arrivando sulla nave Duff nel 1797.
Cresciuta a Tahiti, fu educata alla scuola missionaria gestita dal reverendo William Howe e da sua moglie a Papeete. Parlava fluentemente francese, inglese e tahitiano. Insegnò francese e inglese alla scuola Viennot di Papeete per vent' anni. Dal 1890 al 1906, fu docente anche alla Royal School e alla Kaahumanu School di Honolulu, nelle Hawaii.
Il nonno materno, Orsmond, aveva raccolto una quantità significativa di storie orali popolari, genealogia, miti, folclore e conoscenze tradizionali, relative anche all'astronomia e alla navigazione,  mentre viveva a Tahiti tra il 1817 e la sua morte nel 1856. Nel 1848, aveva presentato un manoscritto sulla storia di Tahiti al funzionario coloniale francese Charles François Lavaud ma fu perso prima che potesse essere pubblicato a Parigi. Durante la sua vita,  Teuira ricostruì questo manoscritto perduto trascrivendo le note originali che aveva lasciato. Raccolse ulteriore materiale simile, tradusse e annotò il materiale e scrisse articoli che furono pubblicati da riviste come il Journal of the Polynesian Society.
Morì il 23 gennaio 1915 a Paea, Papeete, Tahiti, all'età di 67 anni.
Il suo manoscritto fu pubblicato postumo sotto il titolo di Ancient Tahiti dal Bernice Pauahi Bishop Museum nel 1928. Betrand Jaunez lo tradusse in francese nel 1951 con il titolo Tahiti aux temps anciens. Nel 1995, Dennis Kawaharada ristampò alcune delle storie insieme ad altre in Voyaging chiefs of Havaiʻi.